# Poker d'amour à Las Vegas

Poker d'amour à Las Vegas (titre original : Lucky Chances) est une mini-série américaine de trois épisodes diffusée en 1990.

## Fiche technique
- Titre original : Lucky Chances
- Réalisation : Buzz Kulik
- Scénario : Jackie Collins
- Directeur de la photographie : Gayne Rescher
- Montage : David Beatty, James Galloway, Les Green et Susan Heick
- Musique : Billy Goldenberg
- Costumes : Buffy Snyder
- Décors : Jan Scott
- Production : William Peters
- Genre : Drame
- Pays :  États-Unis
- Durée : 272 minutes
- Date de diffusion :
  - 7 octobre 1990 ( États-Unis)

## Distribution
- Nicolette Sheridan (VF : Marie-Martine Bisson) : Lucky Santangelo
- Michael Nader (VF : Jean Roche) : Enzio Bonnatti
- Eric Braeden (VF : Hervé Bellon) : Dimitri Stanislopolous
- Stephanie Beacham (VF : Liliane Patrick) : Susan Martino Santangelo
- Tim Ryan (VF : Patrick Osmond) : Lennie Golden
- Phil Morris (VF : Lionel Tua) : Steven Dimes
- David McCallum (VF : Philippe Ogouz) : Bernard Dimes
- Leann Hunley (VF : Emmanuelle Bondeville) : Eden
- Sandra Bullock : Maria Santangelo